# Nirvana Paz
María Nirvana Paz Cortés (Ciudad de México, 1976), conocida como Nirvana Paz, es una artista visual, escritora, poeta y docente mexicana. Ha tenido exposiciones tanto individuales como colectivas en México y alrededor del mundo; ha publicado diversos libros en los que explora temáticas sobre la ciudad, el cuerpo, el autorretrato y el paisaje, entre otros.

## Biografía
El primer encuentro que Nirvana tuvo con la imagen fue cuando entró, por primera vez, a un cuarto obscuro a los 8 años. Paz narra este momento como uno de magia y lo identifica como un evento clave para su producción artística en tanto que se aproxima a sus procesos creativos desde lo lúdico “con una clara búsqueda experimental que permite movilidad entre género y uso de diversas técnicas”.

## Carrera artística
De los 15 años a los 18 años trabajó como asistente, fotógrafa y productora en proyectos con el cineasta Sergio García en el Museo Carrillo Gil.
De 1995 a 1999 estudió la licenciatura Artes Plásticas con especialidad en Fotografía en la Universidad Veracruzana. Se ha formado en cursos con Jesús Sánchez Uribe, Yolanda Andrade, Yves Massart, Armando Saénz, Bernard Plossu y lejandro Castellote, Diego Gutierrez y Annelys de Vet, entre otros.
A lo largo de su carrera artística, Nirvana ha presentado su trabajo en exposiciones tanto colectivas como individuales en México, Colombia, Estados Unidos, España, Argentina, Venezuela, Japón, Francia y Portugal. Su trabajo forma parte de colecciones en el Museo Kiyosato de Fotografía, Japón, en la Biblioteque Nationale de France, Francia; en el Centro Portugués de la Fotografía, Portugal; en la Fundación Alumnos 47 en México; en la Colección “El Changarrito”, en México y en la Colección Trakl Haus, Salzburg, Austria.
Ha obtenido reconocimientos nacionales e internacionales y ha sido acreedora de becas gubernamentales y privadas de creación que le han permitido explorar temáticas de su interés alrededor del mundo.

## Estilo y proceso creativo
Como parte de su proceso creativo, Nirvana Paz ha trabajado con fotografía análoga y con procesos antiguos, como la cianotipia. También ha trabajado con la fotografía blanco y negro y desde el 2006 ha combinado su trabajo visual con otros medios tecnológicos como la fotografía digital y el video.
Ha realizado trabajos literarios que complementan su proceso creativo y de investigación artística. Paz indica que “la escritura es una forma de expresión muy diferente a la fotografía, pero en mi caso se complementan, no puede existir una sin la otra. Un poema puede ser detonador de algo plástico, o viceversa. No puedo imaginármelas por separado”.
Su labor en imagen en movimiento se puede ver en su participación en el proyecto ABC of cinema México-Holanda; en su animación “Como es arriba es abajo” para Trasatlantica Photo España 2015; en su cortometraje “El territorio del cielo” para la Bienal de Yucatán 2015-16 y en su cortometraje “Piropo Victim” para la Bienal de Yucatán 2006, entre otros. (Ver Exposiciones Individuales y Exposiciones Colectivas). También ha realizado piezas audiovisuales que exploran la cotidianidad citadina en espacios públicos como privados.
Para la artista, la fotografía es un medio para investigar lo íntimo, lo personal y lo social: “La fotografía se convierte, desde mi óptica, en el exorcista del ser. Así descubro, en medio de la ignorancia, los diversos rostros que me integran y la urgencia por conocerlos, desmenuzarlos y, sobre todo, comprenderlos. Esto con el fin de alcanzar mi propia armonía”; es una forma para generar preguntas y buscar diferentes respuestas sobre el tema en el que esté trabajando; y es un acto de confrontación así como de interacción social ya que “Lo que más me apasiona es ver cómo reacciona la gente cuando se le toma una fotografía”
En su trabajo artístico aborda el autorretrato, el desnudo, el paisaje, la cotidianidad y la fotografía documental. Los ejes conceptuales giran en torno al cuerpo, la intimidad, las ciudades, el tiempo y las interacciones sociales “Yo uso la cámara y me desnudo ante ella para contar mis historias; las de ayer y las que aún no suceden”.
Es autora de múltiples libros artísticos y libros de autor. A propósito de su libro fotográfico “Siete Dioptrías” en el cual la artista reflexiona en torno a la fotografía desde su experiencia de la mirada miope y sin anteojos, Bernad Plossu escribió que “se disfrutan estas fotografías borrosas. Nos liberan de todas estas contrariedades del buen gusto del orden establecido y nos permiten escapar, ir a un mundo poético, onírico de forma natural, donde la definición precisa no reina; por el contrario, el misterio de lo no preciso se añade en realidad a la belleza de lo que se fotografía...Nirvana Paz, quien nos muestra la poesía de su propio mundo”.

## Líneas de trabajo artístico
- Autorretrato, cuerpo y desnudo.
- El paisaje.
- La cotidianidad de la ciudad, el espacio público y la movilidad.
- Experimentación en torno a los procesos fotográficos y sus posibilidades.

## Becas
Nirvana ha sido acreedora de múltiples becas y premios nacionales e internacionales:
- 1998 –Beca para Jóvenes Creadores del Instituto Veracruzano de la Cultura.[8]
- 2001-2002 – Beca de Jóvenes Creadores.[9][4]
- 2002 – Beca de Creación para el proyecto Ciudad de México, Ciclo: Latino?! / Casa encendida, Madrid, España.
- 2003 – Beca de Intercambio de Residencias Artísticas México-Venezuela.
- 2002 y 2005 – Arte por todas partes. Gobierno de la Ciudad de México.
- 2006-2007 – Beca de Jóvenes Creadores.[10]
- 2008 – Beca de Intercambio de Residencias Artísticas México-Austria FONCA[11][5]
- 2015 – Residencia artística Kankabal galería Noox. Yucatán, México.[12][13]

## Premios
- 1998 – Primer lugar en el IV Salón de la fotografía. Centro de Arte Moderno, Guadalajara, Jalisco.
- 2000 – Premio de adquisición. Portafolio 2000, Museum of Arts Photography KIYOSATO, Komopa, Japón.[14]
- 2001 – Primer lugar en “Cuerpo y Fruta”, organizado por la Embajada de Francia en México y Alianza Francesa.[15]
- 2001 – Selección de obra en el Encuentro Iberoamericano de mujeres en el arte, Bellas Artes, México.[16]
- 2001 –Selección de obraen La Línea del Arte
- 2002 / 2005 – Selección de obra en “Arte por todas partes” del Gobierno del Distrito Federal.
- 2006 – Selección de obra videoinstalación en la Bienal de Yucatán.[17]
- 2007 – Mención honorífica en la Bienal de Puebla.[18]
- 2009 - Mención honorífica en la séptima Bienal de Puebla, Universidad Iberoamericana, México.
- 2013 – Selección de obra en el segundo concurso de fotografía contemporánea, Monterrey, Nuevo León, México por la Fundación Mexicana de Cine y Artes A.C. (FUMCA)[19][20]
- 2015 – Selección de obraen la VII Bienal de Yucatán.[21]
- 2017 – Selección de obra en la segunda Bienal Nacional de Paisaje. México[22][23]

## Colecciones donde está su obra
- El portfolio Museum Komopa, Japón
- Biblioteque Nationale de France, Francia
- Centro Portugués de la Fotografía, Portugal
- Alumnos 47, México
- Colección “El Changarrito”, México[24]
- Colección Trakl Haus. Salzburg, Austria

## Exposiciones

### Exposiciones individuales
- 1998 – “Naturalia” en la Galería Libertad. FotoSeptiembre Internacional, Xalapa Veracruz.
- 2000 - 2001 – “Crisálidas, el ritual de los despojos” en el Complejo Cultural Santa Cruz, Río Gallegos, Argentina / Fototeca de Veracruz, Veracruz, México / Alianza Francesa, Ciudad de México.[1]
- 2002 – “Hermanas, imágenes en cianotipia” en la Pinacoteca Diego Rivera, Xalapa, Veracruz, México y en la Galería SILO, Oporto Portugal.[2]
- 2002 – “Ciudad de México” en la Casa Encendida en Foto España Ciclo: Latinos?!.
- 2008 – “Como es arriba es abajo” en Divino Tinto, Café-galería. Salzburgo, Austria.
- 2002 /2006 – “Mérida, Tres ciudades” en el Centro Olimpo, Mérida Yucatán, México / Fototeca de Veracruz, Veracruz, México.[25]
- 2005-2008 – “7 dioptrías, vislumbramientos” en el Cité du Musique, Marsella, Francia.[26][27] en el Museo de Arte Contemporáneo en Xalapa, Veracrúz, México[28][29]
- 2009 – “Gemutlich” en el Estudio Abierto en Trakl Hause, Salzburgo, Austria[30]
- 2009 – “Viviendo” en la Galería Habres and Parnes Gallery Wien, Viena, Austria.[31][32]
- 2014 – “Antopofagia” en el Museo Minniccelly, Río Gallegos, Argentina y en la Allianza Francesa, Puebla, México.[33]

### Exposiciones colectivas
- 1998 – “Sub-versiones” en La Galería en San Cristóbal de las Casas, Chiapas.
- 1999 – “Hermanamiento” en el International Center de la Universidad de Florida, Florida, Estados Unidos.
- 2000 /2003 – “Cuerpo y Fruta” en la Casa de Francia, Ciudad de México, en el Centro Cultural Olímpico, Mérida Yucatán y en la Galería Bauodin Lebon en Paris Francia.[34]
- 2001 – Encuentro Iberoamericano de Mujeres en el Arte.[16]
- 2007 – “No me gusta Luismi” Intervención en el Bar del Perico, México.
- 2008 – “Visiones de México” en la Galería MUvIM. Valencia España.[35]
- 2009 – “Un mundo a su servicio” Artistas en Avenida de la Reforma, American Express, Ciudad de México.
- 2010 – “México - Salzburgo” en la Trakl Hause, Salzburgo, Austria y Biblioteca Vasconcelos, Ciudad de México.[30]
- 2010 – “Love Song” en el Antiguo Colegio Jesuita, Morelia, Michoacán, México.[36]
- 2011 – “Citambulos” en el Museo de Copenhague, Dinamarca, Museo de Antropología Ciudad de México.[37]
- 2012 – “ABC of Cinema” en el despacho, Ámsterdam, Holanda. Proyecto de video colaborativo.
- 2012 – “Contraposición” en la Bienal de Arquitectura de Venecia, Italia.[38]
- 2015 – “Como es arriba, es abajo” en Photoespaña Trasatlántica Audiovisual, en la Casa América, Madrid, España.[39][40]
- 2015 – “Luz Portátil” como parte de Photoespaña en el Instituto de México, Madrid, España.[41]
- 2015 – “El Territorio del Cielo o ¿por qué el horizonte todo lo parte?” en el Centro de Formación Audiovisual f64, Puebla, México.[42][43][44]
- 2016 – “Hermanas” en el XIV encuentro de fotografía[45][46]

### Comisiones
- 2007 – “La Casa de las Águilas, Templo Mayor”. Reproducción 1:1 fotografía y madera. Comisionado por la Secretaría de Cultura del Distrito Federal. Expuesto en el Zócalo de la Ciudad de México.[47]
- 2007 – “Souvenir, la rosa de los vientos”. Escultura cinética, acrílico y viento. Comisionado por American Express. Expuesta en el Paseo de la Reforma y calles de la colonia Roma en la Ciudad de México.
- 2009 – “Sin prisa” Instalación y Stop Motion (arduino). Comisionado por Johnnie Walker. Expuesto en el Museo Franz Mayer en la Ciudad de México.[48]

## Libros publicados
- 1998 – “Fotoseptiembre Internacional” editado por el Centro de la Imagen, Ciudad de México.
- 1998 – “Luz y Color. Paisaje Veracruzano”, editado por el Instituto Veracruzano de Cultura.
- 1999 – “Procesiones”, editado por Tierra Adentro ISBN-10: 9701835387[49][50]
- 2000 – “Efe Ocho por Uno. Temas de reflexión a partir de conversaciones con 8 fotógrafos” por Omar Gasca, Editorial Universidad de Ciencias y Artes de Chiapas, Chiapas, México.
- 2002 – “Una mirada fotográfica” editado por La Casa Encendida en Madrid, España ISBN 84-95471-57-4.
- 2008 – “Citambulos Mexico City” por Jovis Verlag Gmbh, Berlín, Alemania. ISBN 978-3-939633-76-1.
- 2010 – “Kunstankaufe des landes Salzburg 2007-09” Trakl Haus. Salzburgo Austria. 2010 ISBN 978-3-9502739-0-8 ISBN-13: 978-9701835388.
- 2011 – “Visiones de México, 21 fotógrafos” Pentagraf Editorial. ISBN 978-84-935843-7-5.
- 2013 – “Desierto Mar, Fotografías Nirvana Paz, poesía María Luisa Rubio”, Editorial Letritas del Changarrito. Ciudad de México, ISBN 978-970-94-2887-2.
- 2014 – “Siete dioptrías” Secretaría de Cultura de la Ciudad de México. ISBN 978-607-461-158-8[51][52][53]
- 2017 – “La corte” editado por Gato Negro, Ciudad de México ISBN 978-607-97450-7-3[54]